# Bertrand Barère

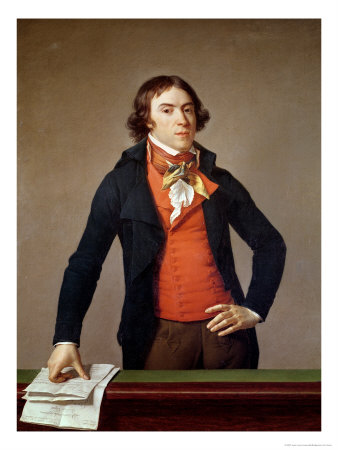
Bertrand Barère, Porträt von Jean-Louis Laneuville, um 1790. Barères Unterschrift:

Bertrand Barère de Vieuzac (* 10. September 1755 in Tarbes (damals zur Provinz Bigorre gehörig, heute Hauptstadt des Départements Hautes-Pyrénées in der Region Okzitanien); † 15. Januar 1841 in Tarbes) war ein französischer Revolutionär und Politiker, der während der Französischen Revolution als Abgeordneter das Département Hautes-Pyrénées im Nationalkonvent vertrat.

## Leben
Der Vater Bertrand Barères war der Seneschall von Tarbes (Bigorre); er besaß ein kleines Anwesen bei Vieuzac und nannte sich daher Barère de Vieuzac.
Bertrand Barère studierte Jura in Toulouse und wurde anschließend Anwalt im Parlament desselben Ortes. Er nahm an der Redaktion der Cahiers de doléances teil und wurde zum Abgeordneten des Dritten Standes in die Generalstände gewählt. Er gab die Zeitung Le Point de Jour heraus und wurde für das Département Hautes-Pyrénées gewählt. Er gehörte auch zu den Gründern des Clubs der Feuillants, verließ diesen jedoch bald wieder, um zu den Jakobinern zurückzukehren.
Als Abgeordneter des Nationalkonvents leitete er diesen, als der Prozess gegen den König begann. Auf seine Veranlassung hin ging das Parlament zur Abstimmung über und stimmte für die Todesstrafe ohne Aufschub. Er bekämpfte den wachsenden Einfluss der Kommune und forderte die Verfolgung der Urheber der Septembermorde.
Aufgrund seiner hohen Arbeitsleistung und seines rhetorischen Talentes wurde er am 13. April 1793 in den ersten Wohlfahrtsausschuss gewählt. Barère wurde mit der Außenpolitik betraut. Barère war ein Feind von Georges Danton; er und Robert Lindet waren die einzigen, die sich nach dessen Wahl in den Ausschuss behaupten konnten. Zwar erhielt er 360 Stimmen und Danton nur 233, jedoch wurde Danton als führende Kraft im Wohlfahrtsausschuss wahrgenommen (2. Regierungsführung Dantons).
In der Sitzung des Nationalkonvents vom 31. Juli 1793 wurde auf Anregung von Barère beschlossen, alle Königsgräber von Saint-Denis zu öffnen und zu zerstören und die im Wesentlichen aus den Bleisärgen gewonnenen Metalle den Zwecken des Revolutionskrieges zuzuführen.
Am 9. Thermidor war er aktiv am Sturz Robespierres beteiligt. Nachdem er kurz darauf verhaftet und zur Deportation nach Guyana verurteilt worden war, gelang es ihm zu entkommen, während er auf der Île d’Oléron interniert war. Er musste im Untergrund bleiben und konnte erst nach dem 18. Brumaire wieder auftauchen. Er bot seine Dienste Napoleon Bonaparte an, der ihn mit der Erstellung eines wöchentlichen Berichtes über die öffentliche Stimmung und Meinung beauftragte.
Während der Restauration ging er nach Belgien ins Exil und kehrte erst unter Louis-Philippe nach Frankreich zurück. Unter der Juliregierung wurde er zum Abgeordneten gewählt. Er starb als letztes überlebendes Mitglied des Wohlfahrtsausschusses.